# 広島県道37号広島三次線
広島県道37号広島三次線（ひろしまけんどう37ごう ひろしまみよしせん）は、広島県広島市南区と三次市を結ぶ県道（主要地方道）である。

## 概要

### 路線データ
- 起点：広島市南区比治山本町・平野橋東交差点（国道2号・国道487号交点）
- 終点：三次市秋町・錦橋東詰交差点（国道54号〔国道183号重複〕交点）
- 総延長：65.061 km

## 沿革
国道54号とともに広島市と三次市を結ぶ幹線道路であるが、本路線が成立したのは1982年（昭和57年）のことで、前身は広島県道37号広島向原線の全線、および広島県道29号竹原吉田線・広島県道433号下志和地下小原線・広島県道227号志和地停車場線の各一部である。
道路の改良は、最後まで残っていた安芸高田・三次市境付近の工事も2009年の秋にはほぼ終わった。この工事は、JR芸備線を2006年4月に付け替えた上で江の川沿いの道を拡幅する工事を含んだものだった。
かつては広島市安佐北区口田南1丁目・下小田バス停前交差点 - 広島市安佐北区口田南7丁目・矢口(南)交差点間は旧道と呼ばれている路線が本線であり、新道と呼ばれている路線は下小田バス停前交差点 - 弘住神社前交差点間が広島県道271号八木広島線で、残りの弘住神社前交差点 - 矢口南交差点間は広島市道であったが、現在は本路線に指定されている。

## 歴史
- 1993年（平成5年）5月11日 - 建設省から、県道広島三次線が広島三次線として主要地方道に指定される[1]。

## 路線状況

### 別名
- 比治山通り（広島市）
- 高陽中央通り（広島市）

### 重複区間
- 広島県道164号広島海田線（広島市南区的場1丁目・的場交差点 - 広島市南区猿猴橋町・荒神三差路）
- 広島県道84号東海田広島線（広島市南区大須賀町・常盤橋東詰交差点 - 広島市中区東白島町・白島交差点）
- 国道54号（国道191号重用）（広島市東区牛田本町6丁目・新こうへい橋北交差点 - 広島市東区牛田新町3丁目・祇園新橋南交差点）
- 広島県道271号八木広島線（広島市東区戸坂惣田1丁目・戸坂惣田1丁目3番交差点 - 広島市安佐北区口田南1丁目・弘住神社前交差点）
- 広島県道70号広島中島線（広島市安佐北区深川5丁目・中深川交差点 - 広島市安佐北区上深川町・小河原口交差点）
- 広島県道29号吉田豊栄線（安芸高田市向原町坂・向原駅東交差点 - 安芸高田市向原町戸島・吉田分かれ交差点）
- 広島県道212号吉田口停車場線（安芸高田市甲田町下小原甲田町高田原・三和分かれ交差点 - 甲立駅口交差点）
- 広島県道52号世羅甲田線（安芸高田市甲田町高田原・三和分かれ交差点 - 甲立駅口交差点）

### 主な橋梁
- 荒神橋（猿猴川）
- 常盤橋（京橋川）
- 牛田大橋（京橋川）
- 吉明神橋 (諸木川)

## 地理

### 通過する自治体
- 広島市（南区、中区、東区、安佐北区）
- 安芸高田市
- 三次市

### 交差する道路

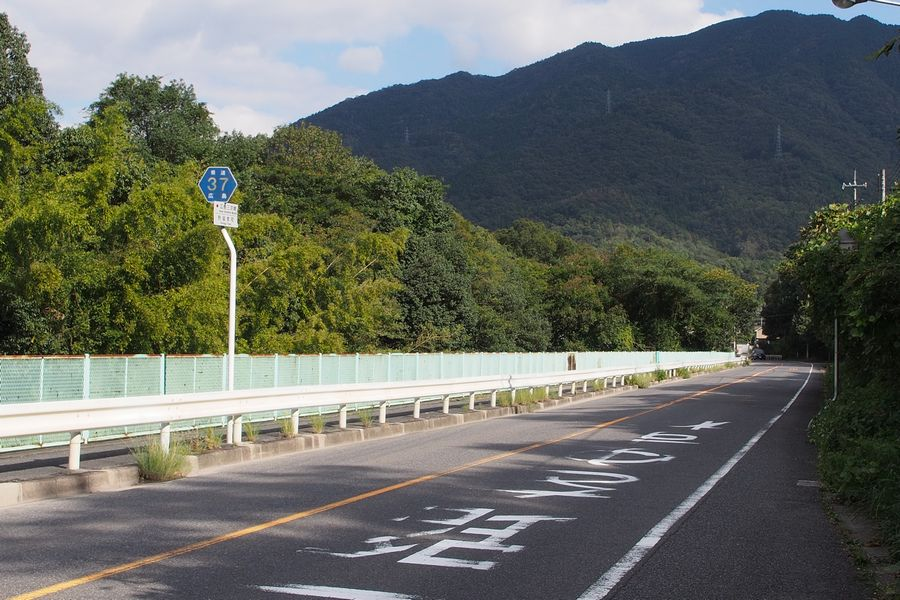
広島県広島市安佐北区狩留家町

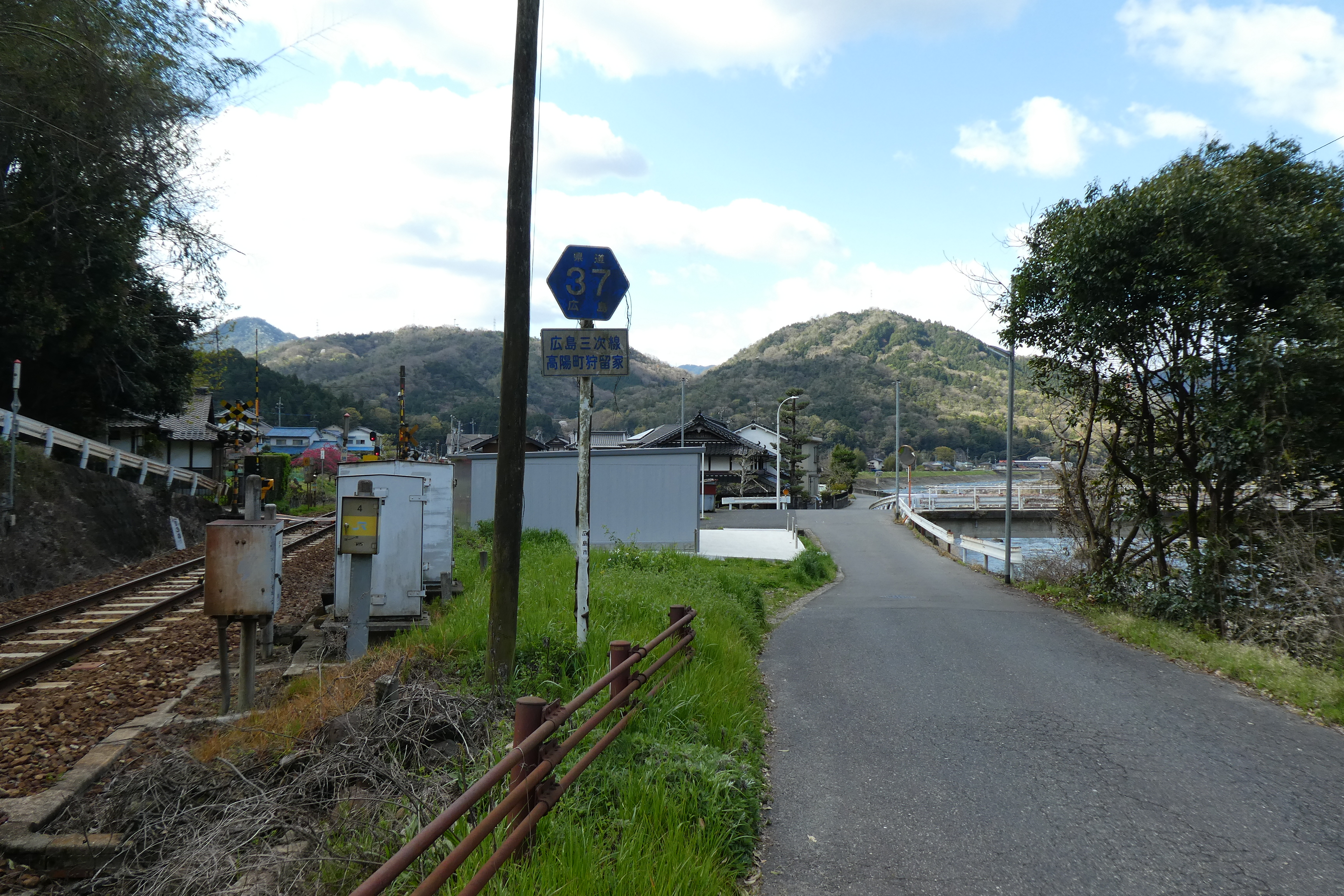
広島県広島市安佐北区狩留家町内の旧道。線路は芸備線。

| 交差する道路                                                                                            | 市町村名   | 市町村名   | 交差する場所          | 交差する場所                   |
| 現道 | 現道       | 現道       | 現道                  | 現道                           |
| --- | ---------- | ---------- | --------------------- | ------------------------------ |
| 国道2号 国道487号                                                                                       | 広島市     | 南区       | 比治山本町            | 平野橋東交差点 / 起点          |
| 広島市道比治山庚午線                                                                                    | 広島市     | 南区       | 比治山本町            | 鶴見橋東詰交差点               |
| 広島市道中広宇品線 重複区間起点 広島市道比治山蟹屋線                                                    | 広島市     | 南区       | 段原1丁目             | 大正橋交差点                   |
| 広島県道164号広島海田線 重複区間起点 広島市道天満矢賀線 重複区間起点 広島市道中広宇品線 重複区間終点    | 広島市     | 南区       | 的場町1丁目           | 的場交差点                     |
| 広島県道164号広島海田線 重複区間終点 広島市道天満矢賀線 重複区間終点                                    | 広島市     | 南区       | 猿猴橋町              | 荒神三差路交差点               |
| 広島県道70号広島中島線                                                                                  | 広島市     | 南区       | 猿猴橋町              | 猿猴橋町4番交差点              |
| 広島市道駅前大州線 重複区間起点                                                                         | 広島市     | 南区       | 松原町                | 広島駅前（東）交差点           |
| 広島市道駅前大州線 重複区間終点 広島市道駅前観音線 重複区間起点 広島市道駅前吉島線                      | 広島市     | 南区       | 松原町                | 広島駅前交差点                 |
| 広島県道84号東海田広島線 重複区間起点 広島市道常盤橋若草線                                              | 広島市     | 南区       | 大須賀町              | 常葉橋（ときはばし）東詰交差点 |
| 広島県道84号東海田広島線 重複区間終点 広島市道駅前観音線 重複区間終点 広島市道御幸橋三篠線 重複区間起点 | 広島市     | 中区       | 東白島町              | 白島交差点                     |
| 広島市道白島牛田線 重複区間起点 広島市道御幸橋三篠線 重複区間終点                                       | 広島市     | 中区       | 白島九軒町            | 牛田大橋南詰交差点             |
| 広島市道白島牛田線 重複区間終点                                                                         | 広島市     | 東区       | 牛田本町4丁目         | 牛田大橋北詰交差点             |
| 国道54号 重複区間起点 国道191号 重複区間起点                                                            | 広島市     | 東区       | 牛田本町6丁目         | 新こうへい橋北交差点           |
| 広島市道常盤橋大芝線                                                                                    | 広島市     | 東区       | 牛田本町6丁目         | 牛田駅南交差点                 |
| 国道54号 重複区間終点 国道191号 重複区間終点                                                            | 広島市     | 東区       | 牛田新町3丁目         | 祇園新橋南交差点               |
| 広島県道152号府中祇園線                                                                                 | 広島市     | 東区       | 戸坂千足1丁目         | 安芸大橋南詰交差点             |
| 広島県道271号八木広島線 重複区間起点                                                                    | 広島市     | 東区       | 戸坂惣田1丁目         | 戸坂惣田1丁目3番交差点         |
| 広島県道37号広島三次線 / 小田旧道                                                                       | 広島市     | 安佐北区   | 口田南1丁目           | 下小田バス停前交差点           |
| 広島市道中筋温品線未供用                                                                                | 広島市     | 安佐北区   | 口田南1丁目           |                                |
| 広島県道271号八木広島線 重複区間終点                                                                    | 広島市     | 安佐北区   | 口田南1丁目           | 弘住神社前交差点               |
| 広島県道37号広島三次線 / 小田旧道                                                                       | 広島市     | 安佐北区   | 口田南7丁目           | 矢口（南）交差点               |
| 広島県道459号矢口安古市線                                                                               | 広島市     | 安佐北区   | 口田1丁目             | 矢口三差路交差点               |
| 広島市道高陽佐東線                                                                                      | 広島市     | 安佐北区   | 落合4丁目             | 高陽団地入口交差点             |
| 広島市道高陽可部線 広島市道光掛亀崎線                                                                   | 広島市     | 安佐北区   | 落合5丁目 落合南9丁目 | 高陽浄水場入口交差点           |
| 広島市道光掛亀崎線                                                                                      | 広島市     | 安佐北区   | 倉掛3丁目             | C住区入口交差点                |
| 広島県道70号広島中島線 重複区間起点                                                                     | 広島市     | 安佐北区   | 深川5丁目             | 中深川交差点                   |
| 広島県道70号広島中島線 重複区間終点 広島県道70号広島中島線 / 上深川旧道 重複区間起点                    | 広島市     | 安佐北区   | 上深川町              | 小河原口交差点                 |
| 広島県道70号広島中島線 / 上深川旧道 重複区間終点                                                        | 広島市     | 安佐北区   | 上深川町              | 友光神社前交差点               |
| 広島県道37号広島三次線 / 狩留家旧道                                                                     | 広島市     | 安佐北区   | 狩留家町              | 狩留家バイパス南交差点         |
| 広島県道37号広島三次線 / 狩留家旧道                                                                     | 広島市     | 安佐北区   | 白木町三田            |                                |
| 広島県道37号広島三次線 / 白木旧道                                                                       | 広島市     | 安佐北区   | 白木町三田            |                                |
| 広島県道37号広島三次線 / 白木旧道 広島県道46号東広島白木線                                              | 広島市     | 安佐北区   | 白木町小越（おこえ）  | 小越交差点                     |
| 広島県道68号大林井原線 / 現道                                                                           | 広島市     | 安佐北区   | 白木町井原            |                                |
| 広島県道68号大林井原線 / 旧道 広島県道226号井原市停車場線 重複                                          | 広島市     | 安佐北区   | 白木町井原            |                                |
| 広島県道80号東広島向原線                                                                                | 安芸高田市 | 安芸高田市 | 向原町長田            |                                |
| 広島県道29号吉田豊栄線 重複区間起点                                                                     | 安芸高田市 | 安芸高田市 | 向原町坂              | 向原駅東交差点                 |
| 広島県道29号吉田豊栄線 重複区間終点                                                                     | 安芸高田市 | 安芸高田市 | 向原町戸島            | 吉田分かれ交差点               |
| 広島県道212号吉田口停車場線 重複区間起点                                                                | 安芸高田市 | 安芸高田市 | 甲田町下小原          |                                |
| 広島県道212号吉田口停車場線 重複区間終点                                                                | 安芸高田市 | 安芸高田市 | 甲田町下小原          | 吉田口バイパス北口交差点       |
| 広島県道52号世羅甲田線 重複区間起点                                                                     | 安芸高田市 | 安芸高田市 | 甲田町高田原          | 三和分かれ交差点               |
| 広島県道52号世羅甲田線 重複区間終点                                                                     | 安芸高田市 | 安芸高田市 | 甲田町高田原          | 甲立駅口交差点                 |
| 広島県道63号三次三和線                                                                                  | 三次市     | 三次市     | 上志和地町            | 川地大橋南詰交差点             |
| 広島県道227号志和地停車場線                                                                             | 三次市     | 三次市     | 下志和地町            |                                |
| 国道54号 国道183号 重複                                                                                 | 三次市     | 三次市     | 秋町                  | 錦橋東詰交差点 / 終点          |
| 小田旧道                                                                                                |            |            |                       |                                |
| 広島県道37号広島三次線 / 現道                                                                           | 広島市     | 安佐北区   | 口田南1丁目           | 下小田バス停前交差点 / 起点    |
| 広島県道37号広島三次線 / 現道                                                                           | 広島市     | 安佐北区   | 口田南7丁目           | 矢口（南）交差点 / 終点        |
| 狩留家旧道                                                                                              |            |            |                       |                                |
| 広島県道37号広島三次線 / 現道                                                                           | 広島市     | 安佐北区   | 狩留家町              | 狩留家バイパス南交差点 / 起点  |
| 広島県道37号広島三次線 / 現道                                                                           | 広島市     | 安佐北区   | 白木町三田            | 終点                           |
| 白木旧道                                                                                                |            |            |                       |                                |
| 広島県道37号広島三次線 / 現道                                                                           | 広島市     | 安佐北区   | 白木町三田            | 起点                           |
| 広島県道46号東広島白木線 重複区間起点                                                                   | 広島市     | 安佐北区   | 白木町秋山            |                                |
| 広島県道37号広島三次線 / 現道 広島県道46号東広島白木線 重複区間終点                                     | 広島市     | 安佐北区   | 白木町小越            | 小越交差点 / 終点              |

### 沿線にある施設など

#### 主要施設
- 広島電鉄（皆実線・本線・白島線）
- 南区役所
- 南区文化センター・南区図書館
- 広島FM放送本社
- 広島市現代美術館
- 広島市まんが図書館
- 放射線影響研究所
- JR山陽新幹線・山陽本線・芸備線 広島駅
- 福屋広島駅前店（エールエールA館）
- 広島県立美術館
- 広島はくしま病院
- 鶴羽根神社
- 饒津（にぎつ）神社
- 安田小学校・安田女子中学校・高等学校
- 広島ホームテレビ本社
- アストラムライン 牛田駅・不動院前駅
- マエダハウジング東区スポーツセンター
- 広島ビッグウェーブ
- 広島市立広島商業高等学校
- 比治山大学
- 広島県立広島中央特別支援学校
- 広島県立高陽高等学校
- 広島県立高陽東高等学校
- 広島県立広島特別支援学校
- 広島市安佐北区役所高陽出張所
- 広島県立白木高等学校
- 広島市安佐北区役所白木出張所
- 広島県立向原高等学校
- 安芸高田市役所向原支所
- 安芸高田市役所甲田支所

#### 名所・旧跡
- 比治山公園
- 頼山陽文徳殿
- 縮景園
- 不動院
- 太田川
- 白木山
- 三篠川
- 泣き別れ…安芸高田市向原町戸島にある太田川水系と江の川水系の分水界